# پروژه واترگی
پروژه واترگی (Watergy) توسط پنجمین دستورالعمل جامعه اروپایی در برنامه خود در امور محیط زیستی، انرژی و توسعه پایدار مورد حمایت مالی قرار گرفته‌است. این پروژه شامل توسعه سیستم جذب‌کننده خورشیدی هوای مرطوب می‌شود که براساس اصل ترموسیفون دو مرحله‌ای بسته عمل می‌کند. ترکیبی از تبخیر و میعان سازی که امکان بهره‌برداری بسیار بهینه از انرژی گرمایشی خورشیدی را فراهم می‌کند. فایده اصلی این کار تنها به کاهش هزینه‌های گرمایشی و سرمایشی محدود نشده بلکه امکان خالص سازی و تصفیه آب نیز با این روش فراهم می‌شود.  به گونه‌ای که در حالی که سیستم می‌تواند با آب با کیفیت پایین تغذیه شود نتیجه نهایی تولید آب تصفیه خالص از عملیات تبخیر و میعان سازی است. عدم تمرکزگرایی که در تولید و تأمین گرما و آب مورد نیاز فراهم می‌شود توانایی‌های جدیدی را پیش روی ساکنان در ایجاد آب شرب به همراه مواد و فراورده‌های کشاورزی و گرمای مورد نیاز قرار می‌دهد. پروژه مورد بررسی امکان ایجاد دو نوع متفاوت از سیستم را در راستای توسعه پایدار فراهم می‌کند که یکی شامل بکارگیری آن برای تولید  بیشتر آب برای مناطق خشک و کم آب در جنوب اروپا در گلخانه و دیگری برای تولید گرما و البته اب است که در مناطق معتدل مرکزی اروپا می‌تواند مورد استفاده قرار گیرد.

## درآمد
محدودیت منابع آبی برای مناطق مدیترانه ای موجب شده‌است که کشاورزی گلخانه‌ای به یکی از پرسودترین فن آوری‌ها در زمینه تولید خوراک تبدیل گردد. شیوه مؤثر گلخانه‌ای به دلیل افزایش هزینه‌های انرژی از اروپای مرکزی به مناطق جنوبی این قاره انتقال یافت. آب و هوای نیمه خشک مناطق جنوبی و مدیترانه‌ای اروپا موجب گشته تا کشاورزی و تولید فراورده‌های خوراکی در گلخانه به دلیل نیاز کمتر به منابع آبی بسیار مورد توجه قرار گیرد. در همین حال باید یاداور شد که اگرچه میزان مصرف آب در گلخانه به اندازه یک سوم حالت عادی است اما باز هم به دلیل فقدان و اندک بودن منابع آبی مناطقی از جنوب اروپا بهتر است تا در جهت کشاورزی پایدار در همین مقدار نیز اندیشه شده و کاهش یابد.
یکی دیگر از مشکلاتی که در ارتباط با کشاورزی گلخانه‌ای مطرح است بحث مصرف انرژی است که به جهت گرمایشی مورد نیاز است. به همین جهت تلاش برای یافتن راه‌هایی که بتواند از انرژی پاک استفاده کند بسیار مورد توجه قرار گرفته‌است. یکی از این راه‌ها بازیافت یا بهره‌گیری از گرما و آبی که از رطوبت و گرمای موجود در هوای محفوظ و بسته گلخانه توسط دستگاه‌های مبادله کننده یا نگهدارنده گرما است، بدست می‌آید. این ایده البته به‌طور کلی با چند مشکل اساسی موجه است: ۱. نیرو و انرژی مورد نیاز برای جابجایی و انتقال هوای داغ و گرم به دستگاه مبادله‌کننده گرما نیازمند نیروی همرفت بسیار قوی می‌باشد. ۲. به دلیل پایین بودن ظرفیت گرمایی هوا بهره‌وری در انتقال گرمای هوای گلخانه به آب بسیار پایین است. ۳. ایجاد سایه ناخواسته به دلیل قرارگیری دستگاه مبادله کننده گرما بر روی گیاهان گلخانه و ۴. محدودهٔ به نسبت اندک قابل تحمل برای گیاهان در برابر تغییرات دما که به صورت معمول کمتر از ۳۵ درجه سانتی گراد است.
مبحث معماری پایدار و ایجاد ساختمان‌های با بهره‌وری انرژی بالاتر از مباحث جدید و در حال رشد است که توسط دستگاه‌های اجرایی دولت‌ها پشتیبانی می‌شود. با این وجود باید گفت که اگرچه انرژی خورشیدی و استفاده از دستگاه‌های معمول جذب اشعه خورشید و دستگاه‌های ذخیره کننده گرما به کندی و به تدریج در حال ورود به خانه‌ها و تأمین سهمی از انرژی مصرفی هستند اما مبحث و موضوع آب مصرفی خانه‌ها و تصفیه یک امر مرکزی و متصل به شبکه و عمومی است.

## ایده جدید برای دستگاه جاذب خورشیدی
به‌طور خلاصه می‌توان گفت که پروژه واترگی شیوه‌ای جدید و تازه را در دریافت انرژی خورشیدی براساس جریان و چرخش هوای مرطوب توسط نیروی گرمایشی خورشیدی ارائه می‌دهد. دستگاه همانگونه که در تصویر دیده می‌شود از یک گلخانه با یک برج خورشیدی تشکیل شده‌است.
درون برج یک جریان سرمایشی وجود دارد که دارای نقش انتقال دهنده حرارت و گرما از هوا به آب است که در نهایت گرمای منتقل شده به آب به یک ذخیره‌کننده گرما منتقل می‌شود. فرایند توسط گرم شدن هوای درون گلخانه و در نتیجه جریان آن به سمت بالای برج آغاز می‌گردد. عمل تعریق گیاهان و رطوبت موجود در خاک موجب می‌شود که هوای درون گلخانه از رطوبت به نسبت بالایی نیز برخوردار باشد. در حالی که هوای گرم گلخانه به سمت بالا حرکت می‌کند به تدریج به دلیل وجود جاذب‌های خورشیدی، گرم و گرم تر شده تا این که در بالای برج به بیشترین مقدار خود می‌رسد. به جهت اشباع کردن هوای گرمی که وارد بخش بالایی برج شده‌است از یک سیستم تعریق و تبخیر دیگر نیز در این بخش بهره گرفته می‌شود تا ضمن گرمایش هوای گرم درون برج به رطوبت آن نیز اضافه گردد. درون برج یک جریان سرمایشی پیش‌بینی شده‌است که به عنوان مبادله‌کننده حرارتی عمل می‌کند. در نتیجه این جریان سرمایشی درون برج که منجر به خنک شدن هوای گرم و بسیار مرطوب می‌شود عمل میعان یعنی تصفیه سازی آب و آزاد سازی انرژی حرارتی هوای درون گلخانه و برج صورت می‌پذیرد. در نتیجه چیزی که حاصل می‌شود هوایی سرد و خشک است که به سمت گلخانه هدایت می‌شود و در ابتدای چرخه‌ای که توضیح داده شد قرار می‌گیرد. البته عنصر دیگری نیز در این سیستم دخیل است که دستگاه تخمیر کننده جامد است که با انجام این عمل که در محل کف و درون خاک گلخانه رخ می‌دهد موجب آزاد سازی اکسیژن و دی اکسید کربن برای رشد بیشتر گیاهان و افزایش اثر گلخانه‌ای می‌شود و جالب توجه این که انرژی گرمایشی که بر اثر تخمیر آزاد می‌شود نیز خود موجب بالارفتن دمای درون گلخانه می‌گردد.
ایده مطرح شده در بالا نسبت به دستگاه‌های جاذب انرژی خورشیدی معمول دارای مزیت‌های بسیار مهمی است. از یک سو هوای مرطوب موجب افزایش ظرفیت گرمایی هوای گلخانه در دمای معین می‌گردد این به معنای این است که دمای گلخانه مرطوب با افزایش تابش اشعه خورشیدی تغییرات محدود تری را در حیطه تحمل گیاهان موجب می‌شود و از افزایش ناگهانی و بسیار بالای دمای گلخانه جلوگیری می‌کند در حالی که همین هوای گرم و مرطوب مقدار بیشتری انرژی گرمایشی را درون خود ذخیره‌سازی می‌کند که در برج خورشیدی می‌تواند آزاد گردد.
مزیت دیگر دستگاه این است که به جهت آن که عمل میعان سازی و خشک و خنک شدن هوای گرم و مرطوب گلخانه پیوسته در حال انجام است بنابراین بهره‌وری انتقال حرارتی هوای موجود به دلیل وجود چرخه تبخیر  و تقطیر بسیار افزایش می‌یابد و در نتیجه این امکان را فراهم می‌آورد تا بخش تبادل حرارتی برج هم کوچکتر و هم از مواد ارزان تر مانند پلاستیک ساخته شود. از سوی دیگر جداسازی بخش اصلی فضای گلخانه به عنوان بخش جاذب انرژی خورشیدی از بخش انتقال دهنده حرارتی که درون برج اتفاق می‌افتد باعث می‌شود تا فضا و سطح زیادی برای هر دو کارکرد در اختیار قرار بگیرد. همانگونه که پیش از این گفته شد نکته مهم این دستگاه در تولید آب مقطر و خالص به عنوان یک فراورده جانبی از عمل تقطیر و میعان سازی هوای گرم گلخانه است که در کنار آزاد و ذخیره‌سازی انرژی گرمایشی بسیار حائز اهمیت می‌تواند باشد.
حرارت آزاد شده در دستگاه مبادله‌کننده در یک دستگاه ذخیره‌کننده نگهداری می‌شود و در مراحل و زمان‌های مورد نیاز می‌تواند از راه جریان معکوس در دستگاه مبادله‌کننده حرارتی آزاد شود. دستگاه چندین امکان را بر حسب نیاز فراهم می‌کند که عمل آزاد سازی انرژی ذخیره شده یکی از آن‌ها بشمار می‌رود. در مناطق با آب و هوای گرم تر انرژی گرمایشی ذخیره شده می‌تواند در طول شب که نیاز به حرارت وجود دارد آزاد گردد. برای مناطق سرد تر می‌توان انرژی حرارتی ذخیره شده در تابستان را برای مصارف و نیازهای گرمایشی در طول فصل سرد و زمستان‌ها ذخیره و آزاد سازی کرد. براساس الگوی مصرف گفته شده در بهره‌گیری از انرژی حرارتی به صورت روزانه-شبانه یا به صورت فصل‌های گرم و سرد برای مناطق سرد و مرکزی اروپا دو نمونه یا مدل مختلف از این دستگاه ارائه شده‌است:

### گلخانه بسته
نخستین نمونه یا PT1 شامل یک گلخانه ساده بسته است که تمرکز اصلی در آن بر روی کنترل دمایی و حرارتی و تولید آب است. یک نمونه از این نوع از گلخانه در آلمریا آلمریا جایی در جنوب اسپانیا که دارای بیشترین نمونه گلخانه در سراسر جهان است ساخته شده‌است. مساحت این گلخانه که می‌توان در تصویر ۲ مشاهده کرد ۲۰۰ متر مربع و دارای سازهٔ معمول آهن گالوانیزه و پوشش پلی اتیلن است.
بلندی برج خورشیدی آن ۱۰ متر است که به وسیله پلی کربنات پوشانده شده و بخش‌های مبادله‌کننده حرارتی و سرمایشی درون آن نیز از لوله‌های پلی پروپیلن تهیه شده‌است. دومین بخش جاذب حرارتی یک لایهٔ پلاستیکی شفاف در بخش بالایی فضای اصلی گلخانه و بخش گیاهان است که یک جریان آب قطره‌ای از درون آن عبور می‌کند. بیرون از فضای اصلی گلخانه بخش نگهدارنده و ذخیره‌کننده حرارتی قرار گرفته‌است که از سه محفظه پلی اتیلینی تشکیل شده که روی هم ۱۵ متر مکعب آب را درون خود جای می‌دهد و به قسمت مبادله‌کننده حرارتی در برج متصل است. بخش تخمیرکننده در این نمونه برای پیشگیری از هرگونه پیچیدگی احتمالی حذف شده و دی اکسید کربن مورد نیاز به صورت مصنوعی و مشابه روشی که برای گلخانه‌های معمول استفاده می‌گردد به فضای درون گلخانه اضافه می‌شود. گلخانه مورد بحث دارای سیستم‌های پایش و اندازه‌گیری دما، رطوبت، جریان هوا و دی اکسید کربن است که می‌تواند به صورت خودکار و براساس مدل‌های پیش‌بینی شده سیستم گلخانه را زیر نظر گرفته و کنترل نماید. در گلخانه بسته، سیستم مانند یک سیستم آب و هوایی که توسط انرژی خورشیدی به چرخش و حرکت در می‌آید کنترل می‌شود. تصویر ۳ طرحی ساده از چگونگی جریان هوا درون گلخانه و در بخش تبادل حرارتی در برج را در طول روز نشان می‌دهد. اضافه بر این سیستم گلخانه یک جریان و چرخه اب را نیز موجب می‌گردد (تصویر ۴ را بینید.)
آب مورد نیاز گیاهان می‌تواند آب فاضلاب باشد. همچنین در بخش جاذب ثانویه می‌توان از آب شور نیز برای عمل تبخیر استفاده کرد. جمع شدن آب در بخش تقطیر برج می‌تواند به عنوان دستگاهی برای تصفیه آب آلوده مورد توجه جدی قرار گیرد. چرخه آب نیز می‌تواند بسته بوده و در نتیجه از آب بدست آمده در اثر عمل تقطیر بار دیگر برای مصرف گیاهان استفاده کرد. از اینرو است که سیستم موجود به شکلی قابل توجه موجب کاهش مصرف در انرژی و آب می‌شود. از سوی دیگر از دیدگاه دانش کشاورزی بسته بودن سیستم به معنا و مفهوم پیشرفت و دستاوردی در جهت تولید فراورده‌های کشاورزی است که دلایل آن را می‌توان در زیر برشمرد: ۱. افزایش دوره محسوب دهی با ایجاد شرایط آب و هوایی مناسب ۲. امکان ورود بیشتر دی اکسید کربن به هوای گلخانه و ۳. به وسیلهٔ کاهش در مصرف آفت زداها.
ساخت نوع نخست گلخانه واترگی در تابستان ۲۰۰۴ به انجام رسید و البته در یک دوره مشخص پس از ان به انجام آزمایش‌ها بر روی نتایج و تأثیرات آن اقدام به عمل آمد. تصویر ۵ مقایسه تأثیر سیستم جدید را بر دمای داخلی گلخانه در دو روز متفاوت با شرایط مشابه و یکسان و کارکرد متفاوت نشان می‌دهد. پنج محل جداگانه مورد بررسی حاضر قرار گرفتند. عدد صفر بیرون گلخانه، یک بالای برج و ۲ ابتدای ورودی سیستم خنک‌کننده، ۳ دمای میانگین گلخانه که از چندین نقطه درون گلخانه بدست آمده و ۴ فضای بالای سقف داخلی را نشان می‌دهد. زمانی که بخش مبادله حرارتی از کار نکند (P) دمای سیستم به شکل عمودی افزایش می‌یابد (۲ و ۳ برابر هستند). اما زمانی که سیستم فعال است (a) در نتیجه فعالیت سیستم خنک‌کننده، دما به شکل آشکاری افت پیدا می‌کند و مهم تر از آن دمای نقطه ۲ است (خروجی سیستم خنک‌کننده) که از ۳ بسیار کمتر است. این امر به‌خوبی نقش مهم برج و سیستم خنک‌کننده و تبادل حرارتی درون آن را نشان می‌دهد.
تصویر ۶ تأثیر دستگاه تبادل حرارتی را بر روی مقدار رطوبت هوای موجود در گلخانه تیپ یک نشان می‌دهد. برای سیستم فعال کاهش مقدار کلی بخار آب در هوای گلخانه که بیانگر اثر خشکی زایی و سرمایش هوای درون گلخانه به واسطه حضور دستگاه تبادل حرارتی است قابل توجه است. تفاوت رطوبت میان هوای بالا و پایین جریان سرمایشی در دستگاه تبادل حرارتی از اهمیت زیادی برخوردار بوده و شاهدی بر فعالیت فرایند تقطیر بخار آب در حین عبور از بالا به سمت پایین برج است.
طول آزمایش دستگاه برابر با دوره رشد و باردهی نوعی لوبیای فرانسوی بود (حدود ۱۳ هفته) که نتایج هم به جهت محصول (۳ کیلوگرم برای هر متر مکعب که یک عدد بالا برای رشد و پرورش زمستانی این گیاه است) و هم به جهت سلامتی گیاه (هیچ ماده شیمیایی استفاده نشد و هیچ نمونه آفت و بیماری نیز مشاهده نگردید) بسیار مثبت و رضایت بخش بود. به دلیل آن که آزمایش‌های فراوانی همزمان در حال انجام بود هیچ داده قابل اعتمادی به جهت تولید آب در این مرحله بدست نیامد. با توجه به دانش موجود ارزش مقدار اب تبخیری و تعریقی برای یک دوره چهارماهه تابستانی حدود ۴۰۰ لیتر به ازای هر متر مربع است که می‌تواند به صورت کامل از هوا در کارکرد عادی دستگاه تأمین گردد. این مقدار برای دوره بهاری میان ۳۰۰ تا ۴۰۰ لیتر به ازای هر متر مربع متغیر است. البته مقدار معرفی شده برای دوره تابستانی به دلیل انجام همزمان چندین آزمایش دقیق باشد.
تجزیه و تحلیل آبی که در برج بدست آمده هم به جهت کیفیت شیمیایی (کلر کمتر از ۰٫۰۵ میلی گرم برای هر لیتر) و هم به جهت زیستی (عدم حضور باکتریای ای. کولی که به معنای تشکیل کمتر از ۳ کولونی در هر ۱۰۰ میلی لیتر است) بسیار قابل توجه می‌نماید. حضور بالای باکتری هوازی (در مواردی بالاتر از ۳۰۰۰۰ برای هر میلی لیتر) نشان دهنده سیستم بسته‌ای است که آب آن برای آبیاری گیاهان استفاده می‌شود. تاکنون مقدار بازیافت و احیای آب ورودی حدود ۷۵ درصد است که می‌تواند با تغییرات فنی بهبود نیز پیدا کند. یکی از موارد قابل پیشرفت بدست آوردن آب از راه تقطیر در زمان شب‌ها در بخش داخلی پوشش پلاستیکی که در نتیجه مقداری فرار آب در این بخش رخ می‌دهد.

## یک سازه پایدار
دومین نمونه گلخانه پروژه واترگی در شهر برلین ساخته شده‌است (تصویر ۷). در این گلخانه که در مرحلهٔ آزمایشی قرار دارد ایده و تفکر اصلی بر روی فن آوری سازه گلخانه به عنوان یک جاذب انرژی خورشیدی و شیوه آبیاری و رفتار با آب قرار دارد. ساختمان گلخانه که ۴۰ متر مربع مساحت دارد و به وسیلهٔ فویل شفاف ETFE پوشانده شده‌است به یک ساختمان دو طبقه چسبیده است که ۱۲۰ متر مربع مساحت داشته و ۶ متر بلندی دارد و از چوب است). در سقف یک جاذب انرژی ثانویه قرار گرفته که موجب افزایش دما و اشباع هوا پیش از ورود به دستگاه تبادل حرارتی می‌شود. تصویر ۸ طرحی ساده از چگونگی عملکرد و ساختار این نوع از گلخانه را نشان می‌دهد. در تصویر خط‌های قرمز رنگ جریان هوای گرم و مرطوب را نشان می‌دهد که از گلخانه و بخش جاذب حرارتی ثانویه در سقف تا دستگاه تبادل حرارتی جریان می‌یابد و در این بخش آخر گرما و رطوبت خود را به دستگاه داده و به شکل خط‌های آبی رنگ یا همان هوای خشک و سرد وارد فضای گلخانه می‌شود.
در دستگاه مبادله‌کننده حرارتی مشابه نمونه نخست فرایند تقطیر رخ می‌دهد و تولید آب می‌نماید. انرژی که از این طریق بدست می‌آید دستگاه ذخیره‌کننده را که حدود ۳۵ متر مربع حجم دارد شارژ می‌نماید. دیواره این بخش توسط یک لایه ۶۰ سانتی‌متری سلولزی عایق بندی شده‌است. گرمای ذخیره شده در فصل گرما و آفتابی توسط این بخش برای فصول سرد ذخیره‌سازی می‌شود. در این نوع از گلخانه بخش خنک‌کننده و سرمایشی گلخانه درون ساختمان قرار گرفته و به شکل یک واحد رادیاتور هوای گرم در طول فصل سرما موجب گرمایش ساختمان می‌گردد. به جهت بهره‌وری بیشتر گرمایش فضایی، هوای ساختمان می‌تواند به سمت گلخانه هدایت گردد.
با وجودی که اصول کار براساس همان روش متداول عایق بندی و گرمایش به وسیله انرژی خورشیدی توسط دستگاه‌های ذخیره‌کننده انرژی است اما برای نخستین بار است که دستگاه موسوم به جاذب هوای مرطوب خورشیدی برای تولید گرمایش خورشیدی بکار می‌رود. افزون بر این انتقال گرما از هوا به آب برای ذخیره انرژی گرمایشی موجب قبول و پذیرش نقش گرمایش مستقیم آب و کنار گذاشتن دستگاه‌های جاذب کنونی انرژی خورشیدی خواهد شد.
افزون بر این ترکیب گلخانه در فضای شهری می‌تواند به معنای یک راه برای تصفیه آب فاضلاب شهر برای مصارف گوناگون گردد (تصویر ۹). در این کارکرد گلخانه می‌تواند از آب فاضلاب شهری، مواد آلی دور ریز و حتی هوای گرم فضاهای ساختمان‌ها استفاده کرده و به تولید آب خالص منتج گردد.
از دیدگاه معماری البته سیستم حاضر با چند چالش مواجه است از جمله ۱. ایده عدم استفاده از انرژی که از خارج به سیستم به جهت انجام کامل فرایند تزریق شود. ۲. تأمین غیر شبکه‌ای و غیر مرکزی آب تمیز، گرما و خروج آب فاضلاب و ۳. استفاده از مواد سبک در سازه که  امکان  کاهش توده گرمایشی ساختمان توسط ذخیره کننده‌های گرما داده شود.

## نتیجه‌گیری
همانگونه که گفته شد پروژه واترگی دو نمونه از گلخانه را پیشنهاد می‌کند. در نوع نخست هدف گرفتار کردن انرژی اشعه خورشید و بازیافت آب است که به مدیریت منابع آبی و بهره‌وری بیشتر در این زمنیه کمک شایانی می‌کند. در نوع دیگر که نمونه آن در برلین ساخته شده‌است سازه گلخانه به‌طور خودکار گرما و آب مورد نیاز را تأمین می‌کند. جدای از کارکرد اصلی که همانا جذب گرمای خورشیدی و تصفیه آب است نکته مهم در این پروژه امکان و پیشنهاد ترکیب و تلفیق این نوع از گلخانه‌ها با بافت شهری است که در این صورت می‌توان از هوای خروجی  و استفاده شده ساختمان‌ها برای رشد و پرورش گیاهان و میوه‌ها نیز استفاده کرد. این سیستم به‌خوبی می‌تواند از آب دور ریز و فاضلاب ساختمان‌های مسکونی متصل به آن بهره جسته و در نهایت منجر به تصفیه و پالایش آن نیز گردد.
امکان تلفیق گلخانه با ساختار شهری و استفاده از آب فاضلاب شهری دو امکان جدید را در زمینه مدیریت منابع آب پیش رو قرار می‌دهد. که یکی از آن‌ها امکان تأمین آب شهری به صورت غیر متمرکز و شبکه‌ای و از سوی دیگر امکان این که کشاورزی را از مصرف بالای اب خلاص کرده و به پایداری گلخانه که توانایی پالایش آب را به همراه تولید مواد کشاورزی دارند بیفزاید. در همین راستا باید گفت که یکی از مزیت‌های مهم گلخانه‌ها به عنوان یک سیستم بسته افزایش کیفیت تولید مواد کشاورزی به دلیل عدم امکان ورود آفت‌ها و همچنین امکان بالابردن حجم دی اکسید کربن در هوای آن است که باعث افزایش فرایند فتوسنتز می‌گردد.
همانگونه که در متن و پیش از این گفته شد از دو نمونه ارائه شده نمونه نخست کار خود را از بهار ۲۰۰۵ آغاز کرده‌است و نمونه دوم در زمان نوشتن این مقاله (۲۰۰۷) هنوز مراحل آزمایشی خود را سپری می‌کند.